# Akyn
Un akyn est un conteur d'Asie centrale, des territoires des actuels Kazakhstan et Kirghizistan. « L’art des Akyn, conteurs épiques kirghizes » a été proclamé en 2003 puis inscrit en 2008 par l'UNESCO sur la liste représentative du patrimoine culturel immatériel de l'humanité pour le Kirghizistan.

## Épopée de Manas
La plus célèbre épopée racontée par les akyn est la trilogie de Manas, vieille de mille ans et remarquable par sa longueur. Elle est seize fois plus longue que l'Iliade et l'Odyssée d'Homère et narre l'Histoire du Kirghizistan depuis le IXe siècle.
Les akyn qui peuvent réciter l'épopée de Manas sont appelés manaschys.

## Autres épopées et musique
Les Kirghiz ont également préservé quarante autres épopées plus courtes que l'Épopée de Manas. Elles sont généralement racontées avec un accompagnement de komuz, le luth kirghiz à trois cordes. Chaque épopée a un thème, une mélodie et un style narratif propres.

## Aytysh
L'aytych est un concours entre deux ou parfois plusieurs akyn. Les akyn sont debout ou assis à une certaine distance et se donnent les répliques à tour de rôle dans un duel de chanson et poésie pendant plusieurs heures, tout en s'accompagnant du komuz.
Le vainqueur de cette compétition est celui qui est le meilleur en musique, en rythme, en esprit et en finesse.